# まなびや三人吉三
『まなびや三人吉三』（まなびやさんにんきちさ）は、山田南平による少女漫画。『花とゆめ』（白泉社）で2004年23号から2006年3号まで連載された。単行本は花とゆめコミックスから全4巻。河竹黙阿弥作の歌舞伎『三人吉三廓初買』が元になっている。

## 登場人物
八百屋七々子（やおや ななこ）
三代目お嬢吉三。高校一年生。新聞部。通称“やぁや”。五月生まれ。
安森慎太（やすもり しんた）
三代目お坊吉三。七々子の従弟。高校一年生。生徒会書記。七月生まれ。
音瀨京子（おとせ きょうこ）
二代目お嬢吉三。新聞部部長。
鈴木申三郎（すずき しんざぶろう）
二代目お坊吉三。生徒会長
菅原双葉（すがわら ふたば）
和尚吉三。養護教諭。
尾上瞬（おのうえ しゅん）
初代弁天小僧菊之助。生徒会執行部。
高橋征二（たかはし せいじ）
初代南郷力丸。新聞部。

## 書誌情報
- 山田南平『まなびや三人吉三』 白泉社〈花とゆめコミックス〉、全4巻
  1. 2005年5月19日発売、ISBN 4-592-18261-8
  2. 2005年9月16日発売、ISBN 4-592-18262-6
  3. 2006年1月19日発売、ISBN 4-592-18263-4
  4. 2006年3月17日発売、ISBN 4-592-18264-2